# Lente termica
L'effetto lente termica è un fenomeno fisico che si verifica se si irradia una soluzione con un raggio laser. In opportune condizioni la soluzione si comporta nei confronti del laser alla stregua di una lente divergente. Questo fenomeno può essere utilizzato a scopi scientifici per lo studio di alcune proprietà della materia.

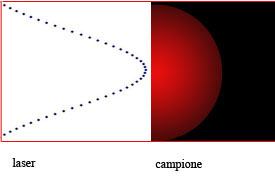
Profilo dell'intensità laser e relativo riscaldamento della soluzione

Tramite l'utilizzo di un laser, è possibile determinare alcune grandezze fondamentali quali il calore specifico isobaro Cp, l'estinzione molare ε, e l'assorbanza di due solventi comuni. Per effettuare queste misure si sfrutta un fenomeno detto lente termica. Il raggio laser all'uscita dal campione risulta allargato come se fosse passato attraverso una lente divergente. Questo fenomeno si basa sulla possibilità di riscaldare in modo non omogeneo un campione, come per esempio nel caso di un solvente al quale viene aggiunto un colorante. La funzione del colorante è quella di assorbire la radiazione laser e trasferire l'energia, sotto forma di calore, al solvente. Il riscaldamento avviene in modo radiale perché l'intensità del raggio laser varia in modo decrescente dal centro verso l'esterno. Così, quando il raggio colpisce il campione il massimo dell'intensità e quindi del riscaldamento si troverà al centro della porzione colpita dal raggio e diminuirà verso l'esterno. 
A questo gradiente di temperatura, dT, corrisponde una variazione, sempre radiale, di alcune proprietà fisiche come la densità ρ, e l'indice di rifrazione n, che generalmente sono inversamente proporzionali alla temperatura.

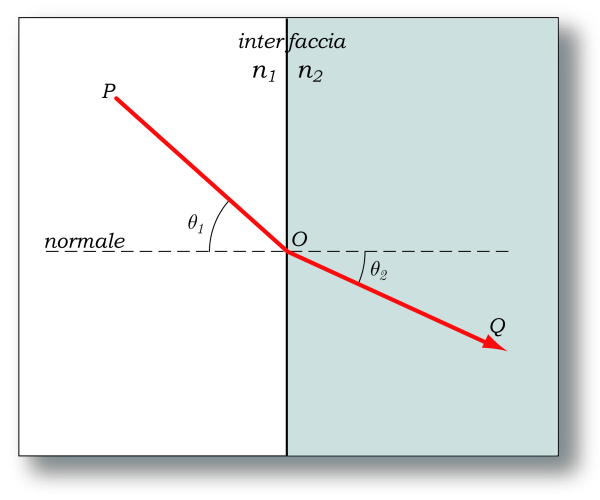
Il fenomeno di rifrazione della luce all'interfaccia tra due mezzi con indice di rifrazione diverso.

Per capire come il raggio laser attraversa il campione bisogna ricorrere alla legge di Snell
{\displaystyle n_{1}\sin(\theta _{1})=n_{2}\sin(\theta _{2})\ }
dove n1ed n2 sono gli indici di rifrazione di due differenti materiali e θ1 e θ2 indicano gli angoli descritti dal raggio incidente e dal raggio rifratto rispetto alla normale dell'interfacciata tra materiali.
Bisogna precisare che, se il fascio è parallelo alla normale, non si ha deviazione del raggio, situazione che normalmente si ha in questo tipo di esperimenti se non ci sono variazioni di temperatura.
Nel nostro caso ogni zona a differente temperatura è da considerare come una superficie differente, che ha il suo indice di rifrazione. Fin tanto che esistono gradienti di temperatura esisteranno differenti indici di rifrazione e quindi la luce all'interno del campione effettuerà percorsi particolari che comportano lo svilupparsi del cosiddetto effetto lente. Se si legge l'intensità al centro del fascio luminoso, Ic, soggetto ad effetto lente, questa sarà decrescente nel tempo. Tale decadimento è descritto dalla seguente relazione:
{\displaystyle I_{c}=\Delta I_{bc}*e^{-\left({\frac {t}{t_{c}}}\right)}+I_{f}}
dove ΔIbc rappresenta la perdita di intensità dovuta alla “fioritura” del raggio, Ibc l'intensità che si ha quando il raggio non è ancora soggetto ad effetto lente, ed If è l'intensità che si legge a fine irraggiamento.

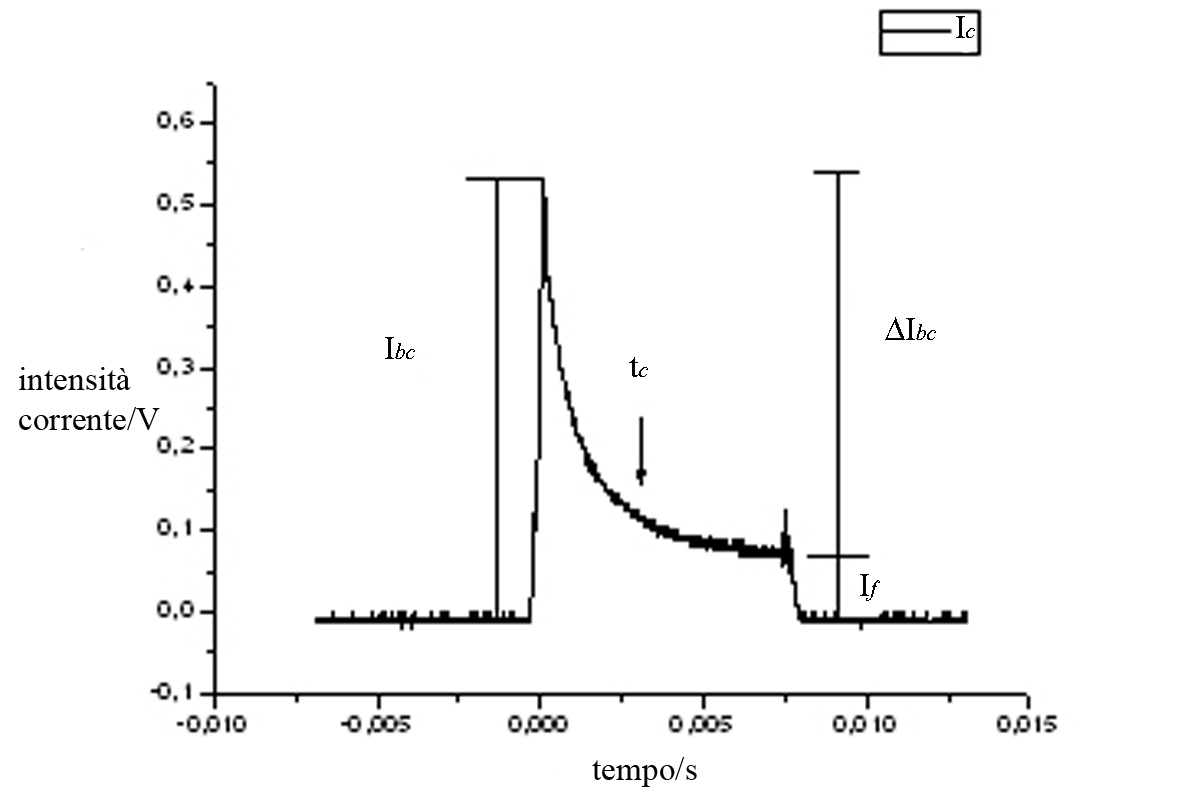
Andamento della corrente I_{c} per effetto della lente termica.

Questo fenomeno è legato strettamente alla capacità di assorbimento dell'energia luminosa da parte del campione (assorbanza), dalla sua capacità di riscaldarsi tramite questa energia (capacità termica) e dalla facilità con cui si arriva all'equilibrio termico (conducibilità termica).
Si è visto che la massima espressione dell'effetto lente si ha quando il laser dopo essere stato focalizzato con una lente convergente colpisce il campione posizionato ad una distanza, zc, detta distanza confocale. Questa distanza corrisponde al punto in cui il raggio del fascio laser, wc, è 
{\displaystyle w_{c}=2^{1 \over 2}w_{0}}
Dove w0 è il raggio del fascio nel punto di fuoco, questo valore è facilmente calcolabile, difatti:
{\displaystyle w_{0}={\lambda f \over \pi w_{i}}}
λ è la lunghezza d'onda, f è la distanza a cui la lente focalizza il fascio e wi è l'ampiezza del raggio prima della lente.

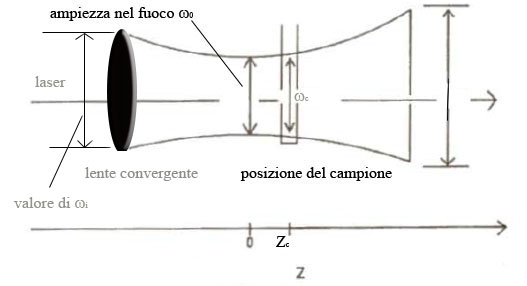
Schema posizionamento campione

Inoltre se il posizionamento del campione rispetta queste caratteristiche si può scrivere una semplice relazione tra la intensità luminosa e l'assorbanza del campione. 
{\displaystyle {\Delta I \over I}=-2.303P{dnA \over dT\lambda k}}
In cui {\displaystyle dn \over dT} rappresenta la variazione dell'indice di rifrazione rispetto alla variazione di temperatura nel campione, A è l'assorbanza, λ è la lunghezza d'onda del raggio laser e k è la conduttività termica del solvente. Quindi una volta interpolato il decadimento e determinato l'equazione che lo regola siamo in grado di calcolare il Cp vista la semplice relazione che lo lega al tc:
{\displaystyle C_{p}={4t_{c}k \over w_{c}^{2}\rho }}
ρ è la densità del campione.
Per lo sviluppo di questo esperimento si può usare un bancone ottico con il seguente apparato:

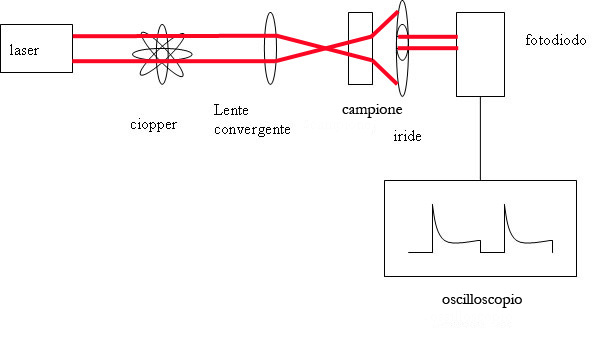
Schematizzazione apparato sperimentale

Per determinare la distanza tra campione e lente convergente si può misurare l'ampiezza del fascio sulla lente e sul campione posizionato su un traslatore automatico. Tra il campione ed il fotodiodo si posiziona un'iride, diaframma a diametro variabile, che serve a smorzare il fascio ed evitare così la saturazione del rilevatore. La corrente letta dal fotodiodo viene analizzata da un oscilloscopio. Essenziale per la lettura di una corrente e per la formazione della lente termica in un sistema del genere è l'utilizzo di un chopper. Questo semplice apparecchio, praticamente un'elica ruotante, posizionato prima della lente convergente fa passare in modo alternato il fascio laser. Avere il raggio in un ciclo di on-off permette al campione di tornare a temperatura ambiente e dà la possibilità di avere una linea di base al grafico letto sull'oscilloscopio.